# Миљан Давидовић
Миљан Давидовић (Сански Мост, 30. новембар 1978) је српски глумац. Познат је по улогама Први сервис, Далеко је Холивуд и Игра судбине.

## Лични живот
Рођен је 30. новембра 1978. године у Санском Мосту. Године 2000. уписао је академију драмских уметности у Бања Луци, у класи Светозара Рапајића. Дипломирао је 2004. године у Београду, у класи Предрага Ејдуса. Стални члан Народног позоришта Кикинда је од 2005. године.

## Филмографија
| Год.   | Назив                  | Улога                   |
| ------ | ---------------------- | ----------------------- |
| 2010-е |                        |                         |
| 2016   | Први сервис            | Недељко                 |
| 2019   | Далеко је Холивуд      | Душко                   |
| 2019   | Истине и лажи          | адвокат Ђорђевић        |
| 2020-е |                        |                         |
| 2020   | Игра судбине           | Јанко Марковић          |
| 2021   | Тома                   | Исмет Алајбеговић Шербо |
| 2022   | Тома (серија)          | Исмет Алајбеговић Шербо |
| 2022   | Од јутра до сутра      | Алекса                  |
| 2022   | Комедија на три спрата | уредник                 |

## Представе
| Представа           | Улога         |
| ------------------- | ------------- |
| Каролина Нојбер     | Јохан         |
| Хамлет              | Лаерт         |
| Женидба             | Младожења     |
| Тит Андроник        | Хирон         |
| Покондирена тиква   | Василије      |
| Мирандолина         | Фабрицио      |
| Вампирска симфонија |               |
| Три украдена романа | Руђеро Велики |
| Зеко Зеко           | Ерве          |
| Каубоји             |               |